# Nikolaos Skalkottas
Nikolaos o Nikos Skalkottas (griego: Nίκος Σκαλκώτας) (Calcis, Eubea, 21 de marzo de 1904 - Atenas, 19 de septiembre de 1949) fue un compositor griego clásico del siglo XX. Miembro de la Segunda Escuela de Viena, ha tomado influencias tanto del repertorio clásico como de la tradición griega.

## Biografía
Muy temprano comenzó sus estudios de violín con su padre y su tío. Su familia se trasladó a Atenas, y él continuó estudiando en el Conservatorio de Atenas graduándose en 1920. Desde 1921 hasta 1933 vivió en Berlín, donde primero tomó clases de violín con Willy Hess. En 1923 decidió dejar su carrera de violinista y convertirse en un compositor. Estudió composición con Paul Kahn, Paul Juon, Kurt Weill, Philipp Jarnach y Arnold Schoenberg. En 1933, cuando Hitler subió al poder, Skalkottas regresó a Atenas, donde trabajó como violinista en diferentes orquestas. Otra razón por la que Skalkottas pudo haber regresado a Grecia en aquel tiempo, es que su permiso de estudios había expirado. En Atenas buscó otros medios de financiamiento o trabajos. Sin embargo, estaba muy desilusionado con la vida musical de Atenas en aquel tiempo.
Las primeras obras de Skalkottas, muchas de las cuales escribió en Berlín y otras en Atenas, están perdidas. La obra más temprana que se conserva hoy en día data de 1922-24 y son composiciones para piano además de la orquestación de Fiesta cretense de Dimitris Mitropoulos. Entre las últimas obras que escribió en Berlín están la sonata para violín solo, varias obras para piano, música de cámara y algunas obras sinfónicas. Durante el período entre 1931 y 1934 Skalkottas no escribió nada. Comenzó a componer en Atenas después hasta su muerte. Sus obras incluyen obras sinfónicas (Danzas griegas, la obertura sinfónica El regreso de Ulises, el drama fantástico Mayday Spell, la segunda suite sinfónica, el ballet La doncella y la muerte, la Sinfonía Clásica para vientos, una Sinfonietta y varios conciertos), obras de cámara y vocales.
Skalkottas murió inesperadamente en 1949 en Atenas, dejando algunos obras sinfónicas con la orquestación incompleta, y muchas composiciones terminadas que fueron estrenadas póstumamente. Además de su producción musical, Skalkottas compiló una importante obra teórica, que consiste en varios "artículos musicales", un tratado sobre orquestación, análisis musicales, etc. Skalkottas pronto dio forma a sus propias características personales en su escritura musical de modo que cualquier influencia de sus profesores pronto fue asimilada creativamente de tal manera que sus obras son absolutamente personales y reconocibles. Así - viendo las obras disponibles para nosotros - la evolución de Skalkottas como compositor mantiene ciertos ejes invariables que definen su confrontación con los desafíos históricos, técnicos y musicales de su época, a lo largo de su vida.

## Estilo y aporte
La corta vida de Skalkottas parece simbolizar la especial vulnerabilidad del alumno de Schoenberg cuyas raíces musicales dejaron un poco de lado a las tradiciones austro-germánicas de su maestro. A lo largo de su carrera Skalkottas seguía siendo fiel a los ideales neoclásicos de la Neue Sachlichkeit y la "música absoluta" proclamada en Europa en 1925. Como Schoenberg, cultivó persistente las formas clásicas, pero su catálogo de obras se divide entre composiciones atonales - dodecafónicas y tonales, ambas categorías que atraviesan su carrera compositiva entera. Tal heterogeneidad evidente se hubiese podido intensificar por un amor a la música tradicional griega. Sin embargo, seguía siendo escéptico con respecto de las tentativas de sus contemporáneos griegos de integrarla en el estilo sinfónico moderno, y solamente en una obra importante fue que yuxtapuso y mezcló los estilos folclórico, atonal y dodecafónicos: en la música incidental al cuento de hadas Mayday Spell de Christos Evelpides (1943), Skalkottas era evidentemente reacio a desplegar el tipo de tensiones estructurales y estilísticas que habrían traicionado los ideales integracionistas de la herencia de Schoenberg. Esto puede ser visto (en términos de un comprensivo impulso conectivo) como un acoplamiento entre la Segunda Escuela de Viena, Ferruccio Busoni y Stravinski. Skalkottas podía dibujar diverso y en hilos de rosca que estaban en conflicto de algunas maneras juntos y no comprometerse, realzarlo algo, su propia originalidad, gama y energía de la expresión. Sin embargo, su música ha tenido solamente influencia limitada en las tendencias de la posguerra, uniformes en Grecia, probablemente debido a sus demandas generalmente inflexibles en oyente y ejecutante igualmente, y sus aspectos formales y temáticos aparentemente conservadores.

## Actualidad
Para la mayor parte del mundo musical moderno, el centenario del nacimiento de Skalkottas, el 21 de marzo de 2004, pasó casi desapercibido sin ningún reconocimiento significativo.
En 1988 un breve documental (60 minutos) acerca de su vida y obra fue filmado con el apoyo de las autoridades locales de la isla donde nació Skalkottas (la isla de Evia) junto al Ministerio de Cultura de Grecia.
Varias de sus obras son publicadas por Universal Edition. En años recientes, el sello discográfico sueco BIS ha grabado y editado sus obras en CD.